# Zunanji Hebridi
Zunanji Hebridi (/ˈhɛbrɪdiːz/ HEB-rid-eez) ali Zahodni otoki (škotskogelsko na h-Eileanan Siar  [nə ˈhelanən ˈʃiəɾ] ⓘ, na h-Eileanan an Iar [nə ˈhelanən əɲ ˈiəɾ] ⓘ ali na h-Innse Gall, 'Otoki tujcev'; škotsko Waster Isles), včasih znani kot Long Isle ali Long Island (škotskogelsko an t-Eilean Fada), je veriga otokov ob zahodni obali celinske Škotske. Otoki so geografsko enaki kot Comhairle nan Eilean Siar, eno od 32 območij enotnega sveta Škotske. Sestavljajo del arhipelaga Hebridov, ločenega od škotske celine in Notranjih Hebridov z vodami Minch, Little Minch in Hebridsko morje.
Večina otokov ima kamninsko podlago, oblikovano iz starih metamorfnih kamnin, podnebje pa je blago in oceansko. 15 naseljenih otokov ima skupno 26.640 prebivalcev  in obstaja več kot 50 znatnih nenaseljenih otokov. Razdalja od Barra Heada do Butt of Lewisa je približno 210 kilometrov.
Obstajajo različne pomembne prazgodovinske strukture, od katerih jih je veliko pred prvimi pisnimi omembami otokov s strani rimskih in grških avtorjev. Zahodni otoki so postali del nordijskega kraljestva Suðreyjar, ki je trajalo več kot 400 let, dokler ni bila suverenost nad Zunanjimi Hebridi prenesena na Škotsko s pogodbo iz Pertha leta 1266. Nadzor nad otoki so takrat imeli poglavarji klanov, med katerimi so bili MacLeods, MacDonalds, Mackenzieji in MacNeili. Highland Clearances v 19. stoletju je imelo uničujoč učinek na številne skupnosti in šele v zadnjih letih je število prebivalstva prenehalo upadati. Velik del zemlje je zdaj pod lokalnim nadzorom, komercialna dejavnost pa temelji na turizmu, kroftarstvu, ribolovu in tkalstvu.
Pomorski promet je ključnega pomena in med otoki in celinsko Škotsko vozijo različne trajektne storitve. Sodobni navigacijski sistemi zdaj zmanjšujejo nevarnosti, toda v preteklosti je nevihtno morje zahtevalo veliko ladij. Vera, glasba in šport so pomembni vidiki lokalne kulture in obstajajo številna določena ohranitvena območja za zaščito naravnega okolja.

## Etimologija
Najzgodnejše ohranjene pisne omembe otokov je navedel Plinij Starejši v svoji Naravoslovju, kjer navaja, da obstaja 30 Hebudov, in posebej omenja Dumno, za katero Watson (1926) sklepa, da so nedvoumno Zunanji Hebridi. Približno 80 let kasneje, v letih 140–150 našega štetja, je Ptolemaj, opirajoč se na prejšnje pomorske ekspedicije Agricole, prav tako razlikoval med Ebudes, za katere piše, da jih je bilo samo pet (in tako morda misli na Notranje Hebride) in Dumna. Dumna je sorodna z zgodnjekeltskim dumnosom in pomeni 'globokomorski otok'. Plinij je svoje podatke verjetno vzel od Piteja iz Masilije, ki je Britanijo obiskal nekje med 322 in 285 pr. n. št. Možno je, da je to storil tudi Ptolemaj, saj so bile Agricoline informacije o zahodni obali Škotske slabe kakovosti. Breeze tudi nakazuje, da bi lahko bil Dumna Lewis in Harris, največji otok Zunanjih Hebridov, čeprav ta otok združuje z imenom 'Dolgi otok'.  Watson (1926) trdi, da pomen Ptolemajevega Eboudai ni znan in da je koren morda predkeltski. Murray (1966) trdi, da je Ptolemajev Ebudae prvotno izpeljan iz staronordijskega Havbredey, kar pomeni 'otoki na robu morja'. Ta ideja se pogosto ponavlja, vendar se ni pojavil noben trdni dokaz za to izpeljavo.
Druge zgodnje pisne reference vključujejo beg ljudstva Nemed z Irske v Domon, ki je omenjen v Lebor Gabála Érenn iz 12. stoletja in v pesmi iz 13. stoletja o Raghnall mac Gofraidh, takratnem prestolonasledniku Mana in otokov, ki naj bi »razbil vrata Magh Domhna«. Magh Domhna pomeni 'ravnina Domhne (ali Domona)', vendar natančen pomen besedila ni jasen.
V irski mitologiji so bili otoki dom Fomorjanov, opisanih kot »ogromni in grdi« in »ladjarji morja«. Bili so pirati, ki so pobirali davek z obal Irske in eden od njihovih kraljev je bil Indech mac Dé Domnand (tj. Indech, sin boginje Domnu, ki je vladala globokim morjem).

## Geografija
Otoki tvorijo arhipelag, katerega glavni otoki so Lewis in Harris, North Uist, Benbecula, South Uist in Barra. Lewis in Harris ima površino 2178,98 kvadratnih kilometrov in je največji otok na Škotskem ter tretji največji na Britanskem otočju, za Veliko Britanijo in Irsko. Vključuje Lewis na severu in Harris na jugu, ki ju pogosto imenujemo samostojna otoka, čeprav sta povezana s kopnim. Otok nima niti enega samega imena niti v angleščini niti v gelščini in se imenuje Lewis in Harris, Lewis z Harrisom, Harris z Lewisom itd.
Največji otoki so globoko vrezani v morske rokave, kot so Loch Ròg, Loch Seaforth in Loch nam Madadh. V Zunanjih Hebridih je tudi več kot 7500 sladkovodnih jezer, kar je približno 24 % vseh za celotno Škotsko. Zlasti severni in južni Uist in Lewis imata pokrajini z visokim odstotkom sladke vode ter labirintom in kompleksnostjo oblik jezer. Harris ima manj velikih vodnih teles, ima pa nešteto majhnih jezer. Jezero Loch Langavat na Lewisu je dolgo 11 kilometrov in ima na sredini več velikih otokov, vključno z Eilean Mòr. Čeprav ima jezero Loch Suaineabhal le 25 % površine jezera Langavat, ima povprečno globino 33 metrov in je največje na otoku. O jezeru Loch Sgadabhagh na severnem Uistu je bilo rečeno, da »verjetno ni nobenega drugega jezera v Veliki Britaniji, ki bi se približalo jezeru Scadavay v nepravilnostih in zapletenosti obrisa«. Loch Bì je največje jezero južnega Uista, je 8 kilometrov dolgo, in prereže otok na dvoje.
Velik del zahodne obale otokov je mahar, rodovitna nizko ležeča sipina. Lewis je sorazmerno raven in je večinoma sestavljen iz brezlesnih barij s šoto. Najvišja vzpetina je Mealisval na 574 m na jugozahodu. Večina Harrisa je gorata, z velikimi površinami izpostavljenih kamnin, Clisham, edini corbett v arhipelagu, doseže višino 799 m. Severni in južni Uist in Benbecula (včasih skupaj imenovani The Uists) imata peščene plaže in široka obdelovalna območja maharja na zahodu ter skoraj nenaseljena gorata območja na vzhodu. Najvišji vrh tukaj je Beinn Mhòr s 620 metri. Uisti in njihovi neposredni obrobji imajo skupno površino 745,4 kvadratnih kilometrov. To vključuje same Uiste in otoke, ki so z njimi povezani z nasipi in mostovi. Barra meri 58,75 kvadratnih kilometrov in ima razgibano notranjost, obdano z maharjem in obsežnimi plažami.
Slikovite lastnosti otokov se odražajo v dejstvu, da so tukaj tri od štiridesetih škotskih nacionalnih slikovitih območij (NSA). Nacionalna slikovita območja so opredeljena tako, da prepoznajo območja izjemne pokrajine in zagotovijo njihovo zaščito pred neustreznim razvojem in veljajo za vrsto slikovite lepote, »ki je priljubljeno povezana s Škotsko in po kateri je znana«. Trije NSA znotraj Zunanjih Hebridov so:
- Nacionalno slikovito območje South Lewis, Harris in North Uist pokriva gorat jugozahodno od Lewisa, ves Harris, Sound of Harris in severni del North Uista.[19]
- Območje jugozahodne obale Južnega Uista je označeno kot nacionalno slikovito območje Južni Uist Machair.[20]
- Otočje St Kilda je poleg številnih drugih ohranitvenih oznak navedeno tudi kot NSA.[21]

## Rastlinstvo in živalstvo
Velik del arhipelaga je zaščiten habitat, vključno z otoki in okoliškimi vodami. Obstaja 53 območij posebnega znanstvenega pomena, od katerih so največja Loch an Duin, North Uist (151 kvadratnih kilometrov) in North Harris (127 kvadratnih kilometrov). South Uist velja za najboljše mesto v Združenem kraljestvu za vodno rastlino Najas flexilis, ki je evropsko zaščitena vrsta.
O ježih na Uistah je bilo precej polemik. Ježi niso avtohtoni na otokih, ampak so jih uvedli v 1970-ih, da bi zmanjšali vrtne škodljivce. Njihovo širjenje je predstavljalo grožnjo jajcem prizemnih gnezdečih ptic močvirnic. Leta 2003 je Scottish Natural Heritage začela z odstreli ježev na tem območju, vendar so bilo to leta 2007 ustavljeno; ujete živali so zdaj preseljene na celino.
Nacionalno pomembne populacije gnezdečih pobrežnikov so prisotne na Zunanjih Hebridih, vključno: rdečenogi martinec, spremenljivi prodnik, priba in Komatni deževnik. Otoki so tudi življenjski prostor za druge pomembne vrste, kot so kosec, pepelasti lunj, planinski orel in vidra. Na morju je pogosto mogoče videti morskega psa orjaka ter različne vrste kitov in delfinov, populacije morskih ptic na oddaljenih otokih pa so mednarodnega pomena. St Kilda ima 60.000 severnih strmoglavcev, kar predstavlja 24 % svetovne populacije; 49.000 gnezdečih parov viharnega strakoša, do 90 % evropske populacije; in 136.000 parov Atlantskih mormonov in 67.000 parov lednih viharnikov, približno 30 % in 13 % ustreznega skupnega števila Združenega kraljestva. Mingulay je pomembno gojišče za malo njorko z 9514 pari, kar je 6,3 % evropske populacije.
Čmrlj Bombus jonellus var. hebridensis je endemit za Hebride in obstajajo lokalne različice bleščečega bisernika in repičinega belina. St Kildski stržek je podvrsta stržka, katerega območje razširjenosti je omejeno na otoke, katerih ime nosi.

## Prebivalstvo
Skupno prebivalstvo otokov je bilo po popisu leta 2001 26.502, leta 2011 pa 27.684. V istem obdobju se je prebivalstvo škotskih otokov kot celota povečalo za 4 % na 103.702. Največje naselje v Zunanjih Hebridih je Stornoway on Lewis, ki ima približno 8100 prebivalcev.
Ocena prebivalstva za leto 2019 je bila 26.720 glede na poročilo Comhairle nan Eilean Siar, ki je dodalo, da se »prebivalstvo Zunanjih Hebridov stara« in da »mladi odrasli [...] zapuščajo otoke zaradi nadaljnjega izobraževanja ali zaposlitve«. Od celotnega prebivalstva 6953 ljudi prebiva v »naselju Stornoway Laxdale (Lacasdal), Sandwick (Sanndabhaig) in Newmarket«, preostalo pa je razdeljeno na 280 okrožij.
Poleg glavnega North Ford (Oitir Mhòr) in South Ford, ki povezujeta severni Uist z Benbeculo preko severnega dela Grimsaysov, in drugega nasipa od Benbecule do Južnega Uista, je več drugih otokov povezanih z manjšimi nasipi ali mostovi. Great Bernera in Scalpay imata mostne povezave z Lewisom oziroma Harrisom, z nasipi, ki povezujejo Baleshare in Berneray s North Uistom; Eriskay do Južnega Uista; Flodaigh, Fraoch-Eilean in južni Grimsay do Benbecule; in Vatersay Causeway, ki povezuje Vatersay z Barro. To pomeni, da so vsi naseljeni otoki zdaj povezani z vsaj enim drugim otokom s kopensko prometno potjo.

## Nenaseljeni otoki
V Zunanjih Hebridih je več kot 50 nenaseljenih otokov, večjih od 40 hektarjev, vključno z otoki Barra, otoki Flannan, otoki Monach, otoki Shiant in otoki Loch Ròg. Tako kot druge glavne otoške verige Škotske so bili številni bolj oddaljeni otoki v 19. in 20. stoletju zapuščeni, v nekaterih primerih po neprekinjenem bivanju od prazgodovinskega obdobja. Samo v Zunanjih Hebridih je bilo ugotovljenih več kot 35 takih otokov. Na Barra Headu je na primer Historic Scotland identificiral triinosemdeset arheoloških najdišč na otoku, večina jih je iz predsrednjega veka. V 18. stoletju je bilo prebivalcev več kot petdeset, vendar so zadnji domorodni otočani odšli do leta 1931. Otok je do leta 1980 z avtomatizacijo svetilnika postal popolnoma nenaseljen.
Nekateri manjši otoki še naprej prispevajo k sodobni kulturi. Mingulay Boat Song, čeprav spominja na otoško življenje, je bila napisana po opustitvi otoka leta 1938 in Taransay je gostil BBC-jevo televizijsko serijo Castaway 2000. Drugi so igrali vlogo v škotski zgodovini. 4. maja 1746 se je 'Mladi pretendent' Charles Edward Stuart štiri dni skrival na Eilean Liubhaird z nekaterimi svojimi možmi, medtem ko so plovila kraljeve mornarice patruljirala na Minchu.
Manjši otoki in čeri ter druge skupine otokov so posejani v severnem Atlantiku, ki obdaja glavne otoke. Nekateri geološko niso del Zunanjih Hebridov, ampak so administrativno in v večini primerov kulturno del Comhairle nan Eilean Siar. 73 kilometrov zahodno od Lewisa leži St Kilda, zdaj nenaseljen, razen majhne vojaške baze. Podobno oddaljeni severno od Lewisa sta North Rona in Sula Sgeir, dva majhna in oddaljena otoka. Medtem ko je Rona nekoč preživljala majhno prebivalstvo, ki je gojilo žito in redilo govedo, je Sula Sgeir negostoljubna skala. Tu gnezdi na tisoče strmoglavcev in ljudje iz Nessa vsako leto poberejo nekaj njihovih mladičev, znanih kot guge, po posebnem dogovoru. Status Rockalla, ki je 367 kilometrov zahodno od Severnega Uista in za katerega je Zakon o otoku Rockall iz leta 1972 določil, da je del Zahodnih otokov, ostaja predmet mednarodnega spora.

## Geologija
Večina otokov ima kamninsko podlago, oblikovano iz Lewisovega gnajsa. Sodijo med najstarejše kamnine v Evropi, saj so nastale v predkambriju pred tremi milijardami let. Poleg Zunanjih Hebridov tvorijo kletne usedline na škotskem kopnem zahodno od Moine Thrusta in na otokih Coll in Tiree. Te kamnine so večinoma magmatskega izvora, pomešane z metamorfiziranim marmorjem, kvarcitom in sljudnim skrilavcem in so jih vdrli poznejši bazaltni nasipi in granitna magma. Nežno rožnate barve gnajsa so izpostavljene po vseh otokih in geologi ga včasih imenujejo 'Stari fant'.
Granitne vdore najdemo v župniji Barvas v zahodnem Lewisu, drugi pa tvorijo vrh planote gore Roineabhal v Harrisu. Tukajšnji granit je anortozit in je po sestavi podoben kamninam v gorah Lune. V Broad Bayu blizu Stornowaya so razmeroma majhni izdanki triasnega peščenjaka. Otoki Shiant in St Kilda so sestavljeni iz mnogo kasnejšega terciarnega bazalta oziroma bazalta in gabra. Peščenjak v zalivu Broad Bay je nekoč veljal za toridonski ali stari rdeči peščenjak.

## Podnebje
Zunanji Hebridi imajo hladno zmerno podnebje, ki je zaradi vpliva severnoatlantskega toka izredno blago in stabilno za tako severno zemljepisno širino. Povprečna letna temperatura je januarja 6 °C, poleti pa 14 °C. Povprečna letna količina padavin v Lewisu je 1100 milimetrov, število sončnih ur pa se giblje od 1100 do 1200 na leto. Poletni dnevi so relativno dolgi in od maja do avgusta je najbolj suho obdobje. Vetrovi so ključna značilnost podnebja in celo poleti skoraj nenehno pihajo sapice. Po besedah pisatelja W. H. Murraya, če obiskovalec otočana vpraša za vremensko napoved, »ta ne bo, tako kot prebivalec celine, odgovoril suho, mokro ali sončno, ampak vam bo navedel številko po Beaufortovi lestvici.« Na Butt of Lewis so nevihte en dan v šestih in majhne ribe med zimskimi nevihtami odpihne na travo na vrh 190 metrov visokih pečin pri Barra Head.

## Prazgodovina
Hebridi so bili prvotno naseljeni v dobi mezolitika in imajo vrsto pomembnih prazgodovinskih najdišč. Eilean Dòmhnuill v jezeru Loch Olabhat na severnem Uistu je bil zgrajen okoli 3200–2800 pr. n. št. in je morda najzgodnejši crannog (vrsta umetnega otoka) na Škotskem. Callanish Stones, ki segajo približno v leto 2900 pr. n. št., so najboljši primer kamnitega kroga na Škotskem, 13 primarnih monolitov, visokih med enim in petimi metri, tvorijo krog s premerom približno 13 metrov. Cladh Hallan na South Uist, edino mesto v Združenem kraljestvu, kjer so našli prazgodovinske mumije, in impresivne ruševine Dun Carloway broch na Lewisu izvirajo iz železne dobe.

## Zgodovina
Na Škotskem se je keltski železnodobni način življenja, ki ga je Rim pogosto vznemirjal, a ga nikoli ni uničil, ponovno uveljavil, ko so legije leta 211 opustile kakršno koli stalno okupacijo.[79] Hanson (2003) piše: »Mnoga leta je bilo v študijah tega obdobja skoraj aksiomatično, da je imelo rimsko osvajanje velik srednje- ali dolgoročen vpliv na Škotsko gospodarstvo ali pravzaprav družbo. Zdi se, da je bil vpliv zelo omejen. Splošna slika ostaja široka kontinuiteta, ne motenj ... Rimska prisotnost na Škotskem je bila komaj kaj več kot vrsta kratkih prekinitev v daljšem kontinuum avtohtonega razvoja.« Neposredni vpliv Rimljanov na Višavje in otoke je bil majhen in ni dokazov, da so kdaj dejansko pristali na Zunanjih Hebridih.
Poznejši železnodobni prebivalci severnih in zahodnih Hebridov so bili verjetno Pikti, čeprav je zgodovinskih zapisov malo. Hunter (2000) navaja, da v zvezi s piktskim kraljem Brideijem I. v 6. stoletju našega štetja: »Kar zadeva Shetland, Orkney, Skye in Zahodne otoke, so njihovi prebivalci, za katere se zdi, da so bili večina Piktov po kulturi in govoru na tokrat so verjetno Bridei obravnavali kot precej oddaljeno prisotnost.« Otok Pabbay je kraj Pabbayovega kamna, edinega obstoječega piktskega simbolnega kamna v Zunanjih Hebridih. Ta stela iz 6. stoletja prikazuje rožo, V-palico in lunarni polmesec, ki mu je bil dodan poznejši in nekoliko neobdelan križ.

### Normanska kontrola
Vikinški napadi so se začeli na škotskih obalah proti koncu 8. stoletja našega štetja in Hebridi so v naslednjih desetletjih prišli pod nordijski nadzor in poselitev, zlasti po uspehu Haralda Lepolasega v bitki pri Hafrsfjordu leta 872. Na Zahodnem otočju je bil Ketill Björnsson prevladujoča osebnost sredi 9. stoletja, do takrat si je nabral precejšnje otoško kraljestvo in sklenil vrsto zavezništev z drugimi nordijskimi voditelji. Ti knezi so nominalno dolgovali zvestobo norveški kroni, čeprav je bil v praksi nadzor slednje dokaj omejen. Nordijski nadzor nad Hebridi je bil formaliziran leta 1098, ko je škotski kralj Edgar uradno predal otoke [[Magnus III. Olafsson[|Magnusu III. Norveškemu]]. Škoti so Magnusa III. sprejeli kot kralja otokov po tem, ko je norveški kralj osvojil Orkneyske otoke, Hebride in otok Man v hitri kampanji v začetku istega leta, usmerjeni proti lokalnim norveškim voditeljem različnih majhnih kraljestev otokov. Z zavzetjem otokov je Magnus uvedel bolj neposreden kraljevi nadzor. Njegov skald Bjorn Cripplehand je zapisal, da je pri Lewisu »ogenj igral visoko v nebesih« kot »plamen, ki je bruhal iz hiš« in da je pri Uists »kralj svoj meč obarval rdeče v krvi«. Thompson (1968) ponuja bolj dobeseden prevod: »Ogenj se je igral na smokvah Liodhusa; dvignil se je do neba. Daleč naokoli so bili ljudje pregnani v beg. Ogenj je bruhal iz hiš.«
Hebridi so bili zdaj del otoškega kraljestva, katerega vladarji so bili sami vazali norveških kraljev. Kraljestvo je imelo dva dela: Suðr-eyjar ali Južni otoki, ki so obsegali Hebride in otok Man; in Norðr-eyjar ali Severni otoki (Orkney in Shetland). To stanje je trajalo do razdelitve Zahodnih otokov leta 1156, ko so Zunanji Hebridi ostali pod norveškim nadzorom, medtem ko so Notranji Hebridi izbruhnili pod Somerledom, nordijsko-keltskim sorodnikom iz kraljeve hiše Manx.
Po nesrečni ekspediciji Haakona IV. leta 1263 so Zunanji Hebridi skupaj z otokom Man pripadli Kraljevini Škotski na podlagi pogodbe iz Pertha leta 1266. Čeprav je njihov prispevek k otokom še vedno mogoče najti v osebnih in krajevnih imenih, so arheološki zapisi o nordijskem obdobju zelo omejeni. Najbolj znana najdba iz tega časa so Lewiške šahovske figure, ki izvirajo iz sredine 12. stoletja.

### Škotska vlada
Ko se je nordijska doba bližala koncu, so nordijsko govoreče prince postopoma nadomestili gelsko govoreči poglavarji klanov, vključno z MacLeodi iz Lewisa in Harrisa, MacDonalds iz Uistov in MacNeil iz Barre. Ta prehod ni pripomogel k razbremenitvi otokov medsebojnih sporov, čeprav so bili do začetka 14. stoletja MacDonald Lords of the Isles, ki temeljijo na Islayju, v teoriji fevdalni nadrejeni teh poglavarjev in so uspeli izvajati nekaj nadzora.
Vse večja grožnja, ki jo je klan Donald predstavljal za škotsko krono, je leta 1493 povzročila prisilno razpustitev gospostva otokov s strani Jakoba IV., a čeprav je imel kralj moč podrediti organizirano vojaško moč Hebridov, on in njegovi neposredni nasledniki niso imeli volje ali sposobnosti, da bi zagotovili alternativno obliko upravljanja. Poskusi Stuartov, da bi nadzorovali Zunanje Hebride, so bili takrat sprva nenamerni in komaj kaj več kot kaznovalne ekspedicije. Leta 1506 je grof Huntly s topovi oblegal in zavzel grad Stornoway. Leta 1540 je sam Jakob V. izvedel kraljevo turnejo in prisilil poglavarje klanov, da so ga spremljali. Sledilo je obdobje miru, a prehitro so se klani spet sprli.
Leta 1598 je kralj Jakob VI. pooblastil nekaj 'gospodskih pustolovcev' iz Fife, da civilizirajo »najbolj barbarski otok Lewis«. Sprva uspešne koloniste so pregnale lokalne sile, ki sta jim poveljevala Murdoch in Neil MacLeod, ki so svoje sile postavili na Bearasaigh v Loch Rògu. Kolonisti so znova poskusili leta 1605 z enakim rezultatom, vendar je bil tretji poskus leta 1607 uspešnejši in sčasoma je Stornoway postal baronsko gradišče. V tem času so Lewisa držali Mackenzieji iz Kintaila (kasneje grofje Seaforthski), ki so sledili bolj prosvetljenemu pristopu in so vlagali zlasti v ribolov. Zgodovinar W. C. MacKenzie je bil ganjen, da je zapisal:
 Konec 17. stoletja je slika, ki jo imamo o Lewisu, ljudstvo, ki svoje delo opravlja v miru, a ne v izobilju. Seaforthovi ... so poleg vzpostavitve urejene vlade na otoku.. naredili veliko za rešitev ljudi iz blata nevednosti in nevljudnosti, v katero so se znašli. Toda na področju gospodarstva je njihova politika očitno le malo koristila skupnosti.
Seaforthova rojalistična nagnjenja so privedla do tega, da je med vojnami treh kraljestev Lewis postal garnizon Cromwellovih čet, ki so uničile stari grad v Stornowayu in leta 1645 so se Lewismeni borili na strani rojalistov v bitki pri Auldearnu. Začela se je nova doba vpletenosti Hebridov v zadeve širšega sveta.

### Britanska doba
Z izvajanjem pogodbe o uniji leta 1707 so Hebridi postali del novega kraljevine Velike Britanije, vendar zvestoba klanov oddaljenemu monarhu ni bila močna. Precejšnje število otočanov je 'izstopilo' v podporo jakobitskemu grofu Maru v "15", čeprav je bil odziv na upor leta 1745 zatrt. Kljub temu so bile posledice odločilne bitke pri Cullodenu, ki je dejansko končala jakobitske upe na obnovitev Stuartov, široko občutene. Strategija britanske vlade je bila odtujiti poglavarje klanov od njihovih sorodnikov in njihove potomce spremeniti v angleško govoreče veleposestnike, katerih glavna skrb so bili prihodki, ki jih prinašajo njihova posestva, in ne blaginja tistih, ki so na njih živeli. To je otokom morda prineslo mir, a v naslednjem stoletju je to imelo strašno ceno.
Highland Clearances v 19. stoletju je uničilo skupnosti po vsem Višavju in otokih, saj je bilo človeško prebivalstvo izseljeno in nadomeščeno z ovčjimi farmami. Na primer, polkovnik Gordon iz Clunyja, lastnik Barre, South Uista in Benbecule, je s prevaro in okrutnostjo izselil na tisoče otočanov in celo ponudil, da bi Barro prodal vladi kot kazensko kolonijo. Otoki, kot je Fuaigh Mòr, so bili popolnoma očiščeni prebivalstva in še danes se na nekaterih območjih te teme spominjajo z grenkobo in zamero. Položaj se je poslabšal zaradi propada industrije alg na otokih, ki je uspevala od 18. stoletja do konca napoleonskih vojn leta 1815 in obsežno izseljevanje je postalo endemično. Na primer, na stotine jih je iz Severnega Uista odšlo v Cape Breton, Nova Škotska. Prebivalcev otoka je bilo pred tem skoraj 5000, in je do leta 1841 padlo na 3870 in je bilo do leta 1931 samo 2349.
Višavska krompirjeva lakota (Gaiseadh a’ bhuntàta v škotski gelščini), ki jo je povzročila krompirjeva plesen (Phytophthora infestans), se je začela leta 1846 in je imela resne posledice, ker so bili številni otočani kmetje; krompir je bil glavna sestavina njihove prehrane. Nasilni nemiri so postali pogosti. Dobrodelne organizacije, ki so jih spodbujali George Pole in drugi v komisariatu (vojaški agenciji), so spodbujale dobrodelne organizacije, da priskočijo na pomoč. Svobodna cerkev je bila še posebej v pomoč, saj je po enem poročilu »dostavljala ovsene kosmiče družinam, ki jih je prizadela lakota po vsem Zahodnem Višavju in otokih«. Drugo poročilo navaja, da je Cerkev »hitro organizirala učinkovit sistem zasebne dobrodelnosti po Hebridih in na zahodni obali. Sodelovala je z odboroma za pomoč Edinburgha in Glasgowa«.
Medkonfesionalna dobrodelna ustanova je bila vzpostavljena do začetka leta 1847 in je prevzela najpomembnejšo vlogo pri pomoči lakoti. Nekateri lastniki zemljišč so prav tako zagotovili veliko pomoči, glede na eno zgodovino regije: »MacLeod iz Dunvegana je kupil hrano za svoje ljudi, približno osem tisoč« ... MacLean iz Ardgourja je zagotovil hrano in uvedel nove pridelke v območje – grah, zelje in korenje ... sir James Matheson na Lewisu je porabil 329.000 funtov za izboljšanje svoje zemlje, v upanju, da bo zagotovil varnejšo prihodnost za svoje ljudstvo.« Britanska vlada je zagotovila nekaj pomoči po zaslugi sira Charlesa Trevelyana, ki je poskrbel za razdeljevanje hrane v Portreeju in Tobermoryju. Pomagalo je tudi Britansko združenje za pomoč v stiski na Irskem ter Škotskem višavju in otokih ter donacije, prejete iz Severne Amerike. V naslednjih dveh letih je bolezen ponovno udarila, kar je zahtevalo dodaten davek na lastnike zemljišč, da pomagajo nahraniti prebivalstvo Britanska vlada je začela spodbujati množično izseljevanje.
Za tiste, ki so ostali, so se pojavile nove gospodarske priložnosti z izvozom goveda, gospodarskim ribolovom in turizmom. Med poletno sezono v 1860-ih in 1870-ih je bilo v Wicku na celinski Škotski zaposlenih pet tisoč prebivalcev Lewisa, zaposlenih na ribiških ladjah in ob pomolih. Kljub temu sta izseljevanje in služenje vojaškega roka postala izbira mnogih in prebivalstvo otočja se je v poznem 19. in 20. stoletju še naprej zmanjševalo. Do leta 2001 je bilo prebivalcev v North Uistu le 1271.
Delo Napierjeve komisije in odbora preobremenjenih okrožij ter sprejetje Crofting Act iz leta 1886 so pomagali, vendar so se socialni nemiri nadaljevali. Julija 1906 so pašnike na Vatersayu vdrli možje brez zemlje iz Barre in njenih otokov. Lady Gordon Cathcart je sprožila tožbo proti 'roparjem', vendar je gostujoči sodnik menil, da je zanemarila svoje dolžnosti lastnice zemljišča in da je »dolgotrajna brezbrižnost do potreb cottarjev šla tako daleč, da jih je spravila v ogorčenje«. Ne glede na tisočletja nenehne okupacije so bili številni bolj oddaljeni otoki zapuščeni - med njimi Mingulay leta 1912, Hirta leta 1930 in Ceann Iar leta 1942. Ta proces je vključeval prehod od tega, da so se ti kraji dojemali kot razmeroma samozadostna kmetijska gospodarstva, do mnenja, ki so ga tako otoški prebivalci kot tujci zavzeli, da nimajo bistvenih storitev sodobnega industrijskega gospodarstva.
Prišlo je do postopnih gospodarskih izboljšav, med katerimi je bila najvidnejša zamenjava tradicionalne slamnate črne hiše s sodobnejšo zasnovo. Ustanovitev odbora za razvoj Višavja in otokov in odkritje znatnih nahajališč v Severnem morju nafta leta 1965, ustanovitev enotne lokalne oblasti za otoke leta 1975 in nedavno sektor obnovljivih virov energije so prispevali k določeni stopnji gospodarske stabilnosti v zadnjih desetletjih. Ladjedelnica Arnish je imela pestro zgodovino, vendar je bila pomemben delodajalec v industriji nafte in obnovljivih virov energije. Comhairle nan Eilean Siar, lokalna oblast, zaposluje 2000 ljudi, zaradi česar je največji delodajalec na Zunanjih Hebridih.